# Stina Carlbom
Lilly Kristina (Stina) Carlbom, född 13 februari 1920 i Östra Ämterviks församling, Värmlands län, död 18 maj 2013 i Valbo församling, Gävleborgs län, var en svensk konstnär.
Carlbom började måla på olika lokala kvällskurser och fortsatte med deltagande i sommarkurser på Gerlesborgsskolan. Hon har även flera gånger vistats på Kunstnershuset i Svolvaer på Lofoten i Nordnorge samt företagit studieresor till Frankrike, Spanien och Grekland. Hon debuterade i utställningssammanhang i Länsutställningen på Gävle museum 1947 med ett stilleben, därefter har hon ställt ut på ett 15-tal länsutställningar, Norrlands Center i Stockholm, samt utställningar med Gävlegrafikerna i Gävle, Sandviken, Borlänge, Falun och Raumo i Finland och Sandvikens Konsthall. Separat har hon ställt ut på Svarta Katten och Galleri S:t Paul i Stockholm. 
Hon vann 1953 ett första pris med sin teckning Mälardrottningen i teckningstävlingen Lek med linjer arrangerad av NKI-skolan. 
Hennes offentliga uppdrag består av utsmyckningar i Andersbergs bostadsområde och vid Länssjukhuset i Gävle. Stina Carlbom är begravd på Skogskyrkogården i Gävle.